# HD suisse
HD suisse war ein 24-Stunden-Fernsehprogramm der SRG SSR (Schweizerische Radio- und Fernsehgesellschaft) mit Eigen- und Koproduktionen von Schweizer Fernsehen, Télévision Suisse Romande, Televisione svizzera di lingua italiana und Televisiun Rumantscha, das vom 3. Dezember 2007 bis zum 31. Januar 2012 ausgestrahlt wurde. Ergänzt wurde das Schweizer Programmangebot mit ausländischen Sendungen. HD suisse sendete in allen vier Landessprachen. Der Sender zeigte Sport, Konzerte, Dokumentarfilme und Serien. Auch die Fussball-Europameisterschaft 2008 konnte man auf HD suisse verfolgen.
HD suisse wurde in 720p über den Transponder 85 des Satelliten Hot Bird 8 verbreitet und konnte über Kabel, Satellit, Cablecom TV oder Swisscom TV empfangen werden. Aus urheberrechtlichen Gründen mussten alle Sendungen über Satellit verschlüsselt ausgestrahlt werden. Diese konnten von den Schweizer Kabelnetzbetreibern und den Satelliten-Direktempfängern mittels Sat-Access-Karte entschlüsselt werden.
Da die SRG SSR sechs ihrer Fernsehprogramme seit 29. Februar 2012 zusätzlich auch in HDTV ausstrahlt, wurde «der Test- und Promo-Sender HD suisse» (SRG SSR: Broadcast.ch) am 31. Januar 2012 eingestellt.

## TV-Programm
Neben Kultursendungen, (Live-)Sportsendungen und nationalen sowie internationalen Filmen wurden zuletzt folgende Sendungen ausgestrahlt:
- Californication
- CSI: Miami
- Desperate Housewives
- Ehe ist…
- Heidi (TSR, 2007)
- Il giardino di Albert (TSI)
- Jeff Corwins tierische Abenteuer (Bis Dez. 2009)
- La voie de l’argent
- Les Zoos d’Europe (TSR)
- div. National Geographic Sendungen
- Naturwunder der Erde
- Navy CIS
- NZZ Format
- NZZ Swiss made
- Photo Sévices (TSR)
- SCIENCEsuisse (SF)
- SF unterwegs (SF)
- sportlounge (SF)
- Sunrise Earth
- Swiss View
- Tag und Nacht (SF)
- Telesguard (RTR, teilweise)